# Ordine di Skarina
L'Ordine di Skarina è un'onorificenza bielorussa.

## Storia
L'Ordine è stato fondato il 13 aprile 1995 ed è stato assegnato per la prima volta il 18 febbraio 1997.

## Assegnazione
L'Ordine è assegnato ai cittadini:
- per i significativi progressi nel campo della rinascita nazionale e statale, la ricerca eccezionale nella storia della Bielorussia, i risultati ottenuti nella lingua nazionale, letteratura, arte, editoria, attività culturali ed educative, nonché la promozione del patrimonio culturale del popolo bielorusso;
- per altissimi meriti nel campo delle attività umanitarie e caritatevoli per la tutela della dignità umana e dei diritti civili.

## Insegne
- L'insegna è una stella contenuta in un ovale alto 43 mm e largo 39 mm. Nel cerchio, in rilievo, vi è il busto di Francysk Hieorhij Skaryna sopra un ramo d'alloro.  L'ovale è circondato da un nastro smaltato di blu e bianco con la scritta "Францыск Георгій Скарына".
- Il nastro è completamente viola.